# Vuist (hand)

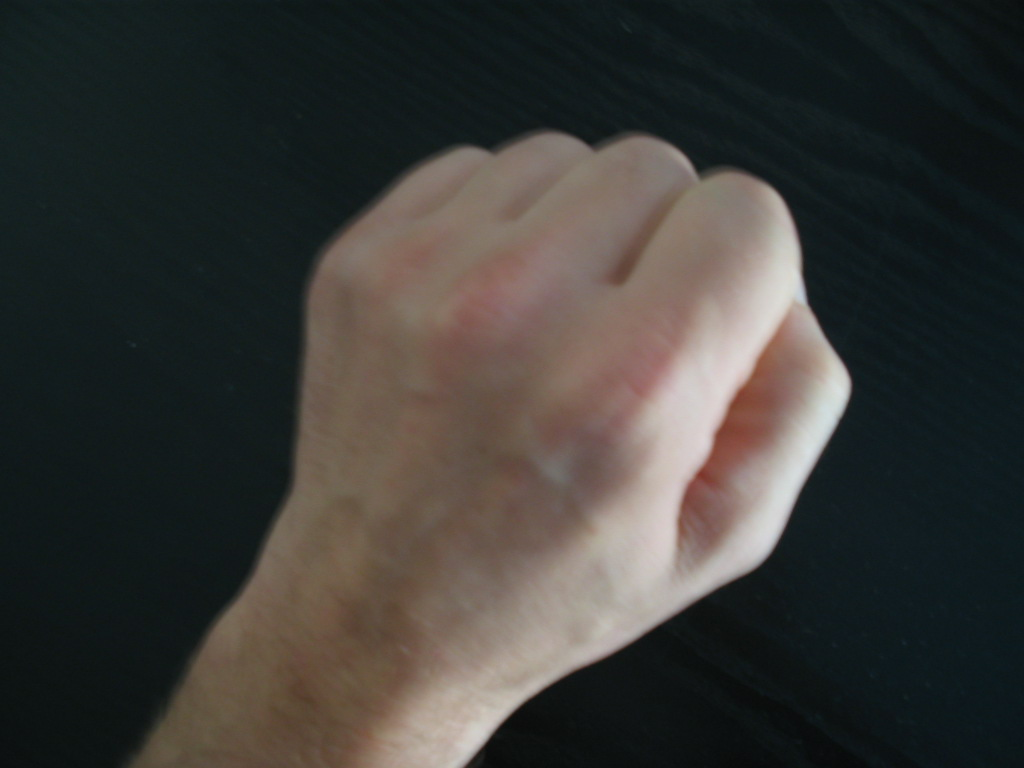
Een gebalde vuist.

Een vuist is een hand waarbij de vingers tegen de handpalm zijn gebogen. Deze dichtgeknepen hand kan worden gebruikt om kracht uit te oefenen, bijvoorbeeld om een klemmende deur te openen, om een gevoel van woede te uiten, of om een klap uit te delen. Wanneer een vuistslag verkeerd wordt uitgevoerd kan men hierdoor echter letsel aan de hand oplopen, waaronder gebroken botten. De mens is de enige primaat die zijn handen effectief tot een vuist kan ballen.
Een knuist is ook een ferme hand, maar wordt (nog) niet geknepen.

## In de cultuur
- Een opgeheven linkervuist is een symbool van het communisme en de daarbij horende revolutie en klassenstrijd. Meer algemeen staat een opgeheven gebalde vuist voor strijd(lust), revolutie, agressie of woede.
- Met de vuist op tafel slaan betekent dat het menens is, dat woorden niet meer worden gehoord.
- "In zijn vuistje lachen" is tersluiks lachen, in het geniep ergens van profiteren.
- "Een vuist (tegen iemand) maken" betekent zich voorbereiden op het leveren van strijd.
- "Voor de vuist weg" is alles zonder voorbereiding, in het bijzonder bij een publiek optreden.
- Voor de vuist weg was in 1963 het eerste praatprogramma op de Nederlandse televisie.
- Uit het vuistje eten zonder eetgerei iets opeten, bijvoorbeeld een hotdog, wafel, koffiekoek, ...

## Seksuele handeling
De seksuele handeling die met de vuist wordt uitgevoerd heet fistfucking of vuistneuken.